# تجمع العزيفة (المحفد)

تعديل مصدري - تعديل

تجمع العزيفة هو أحد التجمعات البدوية في عزلة المحفد بمديرية المحفد التابعة لمحافظة أبين، بلغ تعداد سكانها 67 نسمة حسب تعداد اليمن لعام 2004.